# Simon Henrich Gondela
Simon Henrich Gondela (* 26. September 1765 in Bremen; † 30. Januar 1832 in Heidelberg) war ein Jurist und Bremer Senator.

## Biografie
Gondela war der Sohn des Stadtphysikus Christian Abraham Gondela (1726–1777) und seiner Frau Anna (1731–1780).
 
Er war verheiratet mit der Syndikustochter Rahel Christina Catharina Oelrichs (1769–1845); beide hatten keine Kinder.
Er absolvierte seine Schulzeit in Eutin, wo seine Eltern ab 1774 wohnten, und bei Professor Johann Adolf Nasser in Kiel. Er studierte ab 1783 Rechtswissenschaften an der Universität Kiel und ab 1785 an der Universität Göttingen und promovierte 1788 in Göttingen zum Dr. jur.

Er reiste danach in die Schweiz und war dann als Advokat in Bremen tätig.
 
Von 1792 bis 1816 war er als Nachfolger von Daniel Schütte Bremer Ratsherr/Senator. Er war ein Freund Johann Smidts, der im Kreis der Familie Oelrichs verkehrte. Smidt und Gondela waren als Senatoren für die Umwandlung der Bremischen Wälle in Parkanlagen (ab 1802) zuständig. Gondela soll auch die Neugestaltung eines Parkteils des Landguts Büren-Oelrichs im landschaftlichen Stil beeinflusst haben. Er wohnte in Bremen in der Obernstraße.
1790 und 1802 unternahm er mit seiner Frau Christine Reisen in die Pfalz, nach Königsbach bei Neustadt an der Haardt. Christine hatte in Königsbach ein Weingut geerbt. War der Besuch 1790 noch Teil der Hochzeitsreise, so diente die Fahrt 1802 dem Verkauf des Gutes. Die linksrheinischen Teile der Kurpfalz waren 1798 im Frieden von Campo Formio mit der Grenzverschiebung am linken Rheinufer an Frankreich gefallen, und offensichtlich wollten die Gondelas das nun im Ausland liegende Gut der unsicheren Verhältnisse wegen nicht mehr halten. Abgesehen von dem konkreten Vorhaben des Verkaufs gestalteten die Gondelas diese Reise zu einer touristischen und Bildungsreise durch weite Teile Deutschlands. Ihr Reisetagebuch ist erhalten und wurde 2015 im Druck herausgegeben.
In der Bremer Franzosenzeit war er von 1811 bis 1813 Tribunalrichter und Vizepräsident des Gerichts. 1816 schied er in Bremen aus dem Dienst und verzog nach Heidelberg. 
Zwischen 1819 und 1827 schrieb er zahlreiche Briefe an die süddeutsche Schriftstellerin und erste Redakteurin Therese Huber. Der unveröffentlichte Briefwechsel enthielt Hinweise auf die vergessene Bremer Schriftstellerin Charlotte Thiesen (1782–1834).

## Werke
- Auf der Reise ins Paradies. Das Reisetagebuch von Heinrich und Christine Gondela aus dem Jahr 1802. Ediert, kommentiert, mit einem Nachwort und einem Register versehen von Michael Rüppel. Berlin 2015. ISBN 978-3-8477-0362-4. (Die Andere Bibliothek, Bd. 362.)